# Fernando Ruocco (Fußballspieler)
Fernando Ruocco, vollständiger Name Fernando Alejandro Ruocco Muñoz, (* 4. Januar 1989 in Montevideo) ist ein uruguayischer Fußballspieler.

## Karriere
Der 1,80 Meter große Mittelfeldakteur Ruocco stand zu Beginn seiner Karriere spätestens seit der Clausura 2010 im Profikader von Centro Atlético Fénix. In jener Halbserie absolvierte er bei den Montevideanern sieben Erstligaspiele. In den Spielzeiten 2010/11 und 2011/12 folgten saisonübergreifend 13 weitere Einsätze in der Primera División. Ein Pflichtspieltor erzielte er nicht. Im Oktober 2012 wurde er an Sud América ausgeliehen. Ende Juni 2013 kehrte er zu Fénix zurück. Ab Ende August 2014 setzte er seine Karriere beim Club Atlético Torque fort und lief in der Saison 2014/15 in 17 Partien der Segunda División auf, bei denen er fünfmal ins gegnerische Tor traf. Mitte August 2015 wechselte er innerhalb der Liga zu Villa Española. Dort trug er elf Ligaeinsätzen und einem Tor zum Aufstieg in die Primera División am Ende der Spielzeit 2015/16 bei. Während der Saison 2016 wurde er zweimal (kein Tor) in der höchsten uruguayischen Spielklasse eingesetzt.